# Horton in Ribblesdale
Pour les articles homonymes, voir Horton.
Horton in Ribblesdale est un village et une paroisse civile du Yorkshire du Nord, en Angleterre. Il est situé dans les Yorkshire Dales, dans l'ouest du comté, près du Pen-y-ghent, un sommet montagneux des Pennines. Comme son nom l'indique, il se trouve dans la vallée de la Ribble.

## Toponymie
La première mention de Horton in Ribblesdale figure dans le Domesday Book, compilé en 1086, sous la forme Hortune. Horton, toponyme courant en Angleterre, provient des éléments vieil-anglais horu « sale, boueux » et tūn « ferme, domaine ».
« Ribblesdale », qui apparaît à partir du XIIIe siècle, fait référence à la situation du village dans la vallée de la Ribble, ou Ribblesdale (en). L'élément dale pourrait aussi bien dériver du vieil anglais dæl que du vieux norrois dalr.

## Transports
Horton in Ribblesdale est situé sur la route secondaire B6479, entre Ribblehead (en) au nord et Settle au sud. Le village est traversé par deux sentiers de grande randonnée : la Pennine Way et la Ribble Way (en).
La gare de Horton in Ribblesdale (en) est située sur la Settle–Carlisle line (en) qui relie les villes de Leeds et Carlisle via Settle. Inaugurée en 1876, elle a été fermée en 1970, puis rouverte en 1986.

## Démographie
Au recensement de 2011, la paroisse civile de Horton in Ribblesdale comptait 428 habitants.
| Année      | 1801 | 1811 | 1821 | 1831 | 1841 | 1851 | 1881 | 1891 | 1901 | 1911 | 1921 | 1931 | 1951 | 1961 | 2001 | 2011 |
| ---------- | ---- | ---- | ---- | ---- | ---- | ---- | ---- | ---- | ---- | ---- | ---- | ---- | ---- | ---- | ---- | ---- |
| Population | 570  | 531  | 558  | 567  | 520  | 467  | 526  | 666  | 688  | 720  | 704  | 726  | 710  | 597  | 498  | 428  |

## Culture locale et patrimoine
L'église paroissiale de Horton in Ribblesdale est dédiée à saint Oswald. Sa nef remonte au XIIe siècle et le reste du bâtiment date du XVe siècle, avec des restaurations accomplies aux XIXe et XXe siècles. Elle est protégée comme monument classé de Grade I depuis 1958.